# ديفيد ريتشاردسون (صحفي)
ديفيد ريتشاردسون (بالإنجليزية: David Richardson)‏ هو صحفي أمريكي، ولد في 1916، وتوفي في 2005 بسبب سرطان البروستاتا.